# Flavi Anastasi Magne
Flavi Anastasi Magne   (segle V - valor desconegut) Anastasi Pau Probe Mosquià Probe Magne (en grec: Άναστάσιος Παύλος Πρόβος Μοσχιανός ό Μέγας) va ser un estadista romà oriental.

## Biografia
Podria ser germà de Flavi Anastasi Pau Probe Sabinià Pompeu Anastasi, cònsol el 518. Si és així, Anastasi era fill de Sabinià, cònsol el 505, i d'una neboda de l'emperador Anastasi I, el que el convertia en renebot de l'emperador.
Va ser cònsol l'any 518. La seva filla Juliana es va casar amb Marcel.